# 26223 Enari
26223 Enari (tên chỉ định: 1997 XB2) là một tiểu hành tinh vành đai chính. Nó được phát hiện bởi Naoto Sato ở Đài thiên văn Chichibu ngày 3 tháng 12 năm 1997. Nó được đặt theo tên Akihiko Enari, a Japanese amateur radio operator who took part ở Amateur Radio ngày the International Space Station program.